# Wörterbuch der Banater deutschen Mundarten
Im Wörterbuch der Banater deutschen Mundarten ist der Wortschatz der deutschsprachigen Banater Schwaben im heutigen rumänischen Banat einschließlich des Kreises Arad in seiner lautlichen, grammatischen und bedeutungsmäßigen Eigenart wissenschaftlich erfasst.

## Typus
Das Wörterbuch ist ein großlandschaftliches Wörterbuch, das die unterschiedlichen Mundarttypen des Banats behandelt.
- Mitteldeutsche Mundarten. Die mitteldeutsche Gruppe gliedert sich in mosel- und rheinfränkisch und diese wieder in fescht- und fest-Mundarten, einige davon mit bairischen Einflüssen.
- Die oberdeutschen Mundarten fächern sich in bairische, ostfränkische fest-, südfränkischen fescht-Mundarten und Alemannische Dialekte.

Die bairischen lassen sich in nord- und südbairische Mundarten untergliedern, eine hochalemannische Mundart wird oder wurde in Zădăreni (Saderlach) gesprochen. 
Das Wörterbuch zeichnet ein Bild der engen gegenseitigen sprachlichen Verflechtung der deutschsprachigen Minderheit mit den Dialekten der ansässigen Rumänen, Ungarn und Serben, womit das Werk auch für die rumänische, ungarische und serbische Sprachforschung relevant ist.

## Geschichte, Quellen und Materialbasis
Der 1956 an der Philologischen Fakultät der damaligen Pädagogischen Hochschule Timișoara, der heutigen West-Universität Timișoara, gegründete Arbeitskreis für Mundartforschung begann im Sommer 1957 mit den ersten Erhebungen. Neben Lehrkräften beteiligten sich an den Aufnahmen zunehmend Studenten und Deutschlehrer, die in Timișoara studiert hatten. Die Fragebogen umfassten die 44 Wenkersätze mit einigen lexikalischen Zusatzfragen, die 200 Wörter vom Fragebogen des Deutschen Wortatlasses, etwa 300 Fragen in einem von Johann Wolf erarbeiteten Fragebogen über die Banater Besonderheiten im Wortschatz, in der Phonetik und Grammatik, weiterhin Fragebögen von Maria Pechtol zur Konjugation des Verbs und von Peter Kottler zum Genus der Substantive, von Hans Gehl zum Brauchtum im Lebenslauf und Jahreskreis sowie schließlich den Fragebogen des Atlasses der Sprachen Europas. Das Mundartarchiv wurde auch durch individuelle Aufnahmen der Studenten in ihren Heimatorten ergänzt. Zahlreiche, von den Absolventen verfasste Diplomarbeiten mit dialektologischer Thematik wurden von Studenten exzerpiert, wobei der Schwerpunkt auf Wörtern mit den Anfangsbuchstaben A – F lag. Exzerpiert wurde auch das gesammelte Banater Volksgut und die Banater Mundartliteratur. Bis 1985 waren über 300.000 Zettel mit Lautvarianten und Satzbelegen für die einzelnen Stichwörter gesammelt worden. Bis 1991 waren 173 Examensarbeiten über Banater deutsche Mundarten aus 86 Ortschaften verfasst.
Mangelhafte Finanzierung und ungenügende Materialbasis sowie die Ausreise vieler in Timișoara ansässiger Germanisten nach der Rumänischen Revolution 1989 verzögerten die Publikation des Wörterbuchs. Nach Probepublikationen 1997 und 2002 wurde der erste Band des Wörterbuchs 2013 veröffentlicht.

## Publikationsstand
Wörterbuch der Banater deutschen Mundarten. Begründet vom Temeswarer Lehrstuhl für Germanistik. Band I ff. IKGS Verlag, München 2013 ff.
- Band I (A–C)   2013
- Band II (D–F)   2020